# Lacaille 8760
Lacaille 8760 (GJ 825) es una estrella en la constelación de Microscopium. De magnitud aparente +6,67, se localiza al sur de α Microscopii, al suroeste de γ Microscopii y al noroeste de θ1 Microscopii. Fue una de las estrellas incluidas por Nicolas Louis de Lacaille en su catálogo de 9766 estrellas del hemisferio sur publicado en 1763.

## Características
Lacaille 8760 es una enana roja que ha sido clasificada desde tipo espectral K7 a M2.
La intensidad de sus bandas moleculares corresponden a una estrella K7V, pero frecuentemente se la cataloga como M1V, si bien su color infrarrojo es demasiado bajo para una enana M1.
En la base de datos SIMBAD y en el proyecto RECONS aparece como M0V.
Tiene una temperatura efectiva de 3599 ± 52 K.
Su magnitud absoluta es mayor que otras enanas rojas cercanas a la Tierra como Próxima Centauri, Wolf 359 o Ross 154, siendo su luminosidad equivalente al 6 % de la luminosidad solar.
Tiene una masa entre 0,56 y 0,60 masas solares y su diámetro más probable es igual al 51 % del que tiene el Sol.
Lacaille 8760 está a 12,87 años luz del sistema solar y sus vecinas más próximas son ε Indi a 4,1 años luz, Gliese 832 a 4,2 años luz y Lacaille 9352 a 4,9 años luz.

## Estrella fulgurante
Lacaille 8760 es una estrella fulgurante, aunque no especialmente activa, entrando en erupción, como media, menos de una vez al día.
Lleva la denominación de estrella variable AX Microscopii. Por la poca actividad como estrella fulgurante y por la excentricidad de su órbita alrededor de la galaxia (ε = 0,23), se piensa que Lacaille 8760 es, al menos, tan vieja como el Sol.